# Kościół św. Jakuba w Simoradzu
Kościół pod wezwaniem Świętego Jakuba Apostoła w Simoradzu – zabytkowy, murowany gotycki kościół parafialny parafii św. Jakuba Apostoła w centrum Simoradza, wybudowany ok. XV wieku, rozbudowana w 1842, kilkukrotnie remontowany w XX wieku. Kościół jest orientowany w stylu gotyckim, wieża jest neogotycka, od strony północnej do prezbiterium przylega zakrystia. 
Od 2017 jest ośrodkiem coniedzielnej celebracji Mszy św. w Nadzwyczajnej Formie Rytu Rzymskiego.

## Historia
Pierwotna świątynia wzniesiona została prawdopodobnie w XIII wieku. Tak jak obecnie, była murowana i posiadała osobną dzwonnicę. Jak podają źródła z XVIII wieku kościół był jednak dość zaniedbany.
Obecna, murowana świątynia została wzniesiona ok. XV wieku. W 1842 r. została rozbudowana, a następnie kilkukrotnie remontowana w XX wieku. W okresie reformacji (XVI-XVII wiek) kościół tutejszy przeszedł w posiadanie luteran, którzy odnowili go w 1611 W 1654 władze austriackie w ramach kontrreformacji na mocy rozporządzenia odebrały budynek kościoła i zamknęły go. Zaraz potem kościół przyłączono do parafii w Dębowcu. W latach późniejszych był też filią parafii w Skoczowie. W 1874 do kościoła kupiono od parafii w Pruchnej barokowe organy. Po drugiej wojnie światowej utworzono w 1966 roku lokalię, a 27 grudnia 1966 erygowano samodzielną parafię. Po 1989 przeprowadzono gruntowny remont kościoła, w ostatnich latach przeprowadzona została wymiana pokrycia dachu oraz tynkowanie i malowanie budynku.

## Wnętrze
Sklepienia nad wnętrzem ozdobione są renesansowymi polichromiami przedstawiającymi czterech ewangelistów oraz Matkę Bożą z Dzieciątkiem. Freski zawierają motywy geometryczne, roślinne oraz scenę ukrzyżowania. W kościele znajdują się trzy barokowe ołtarze oraz rokokowa ambona z płaskorzeźbą Gołębicy w podniebieniu baldachimu. Na ołtarzu głównym znajdują się: obraz przedstawiający patrona kościoła – św. Jakuba Apostoła Starszego, rzeźby św. Jana Chrzciciela i św. Barbary, a na zwieńczeniu ołtarzu św. Jan Nepomucen. Lewy boczny ołtarz poświęcony jest Matce Bożej, a prawy mieści sygnowany obraz Kacpra Ociepki z 1764 przedstawiający nawrócenie Szawła, zaś w zwieńczeniu obraz Matki Boskiej Piekarskiej. Ściany we wnętrzu kościoła obrazami z przełomu XVIII i XIX wieku przedstawiające sceny z Drogi Krzyżowej.
Niedawno w prezbiterium podczas odnawiania wnętrza zostały odkryte gotyckie polichromie z XV wieku przedstawiające sylwetki apostołów, poddane później dwuletnim pracom konserwatorskim. Odsłoniono również tzw. zacheuszki, co świadczy o konsekracji przez biskupa. W tylnej ścianie prezbiterium zachowała się wykuta wnęka ochraniana ozdobną kratką – sakramentarium. Do ścian prezbiterium wmurowano również odnalezione XVII-wieczne epitafia z napisami staromorawskimi ówczesnych właścicieli Dolnego Simoradza, rodu Skoczowskich z Kojkowic na Wilamowicach, które znajdowały się pod posadzką kościoła.

## Galeria

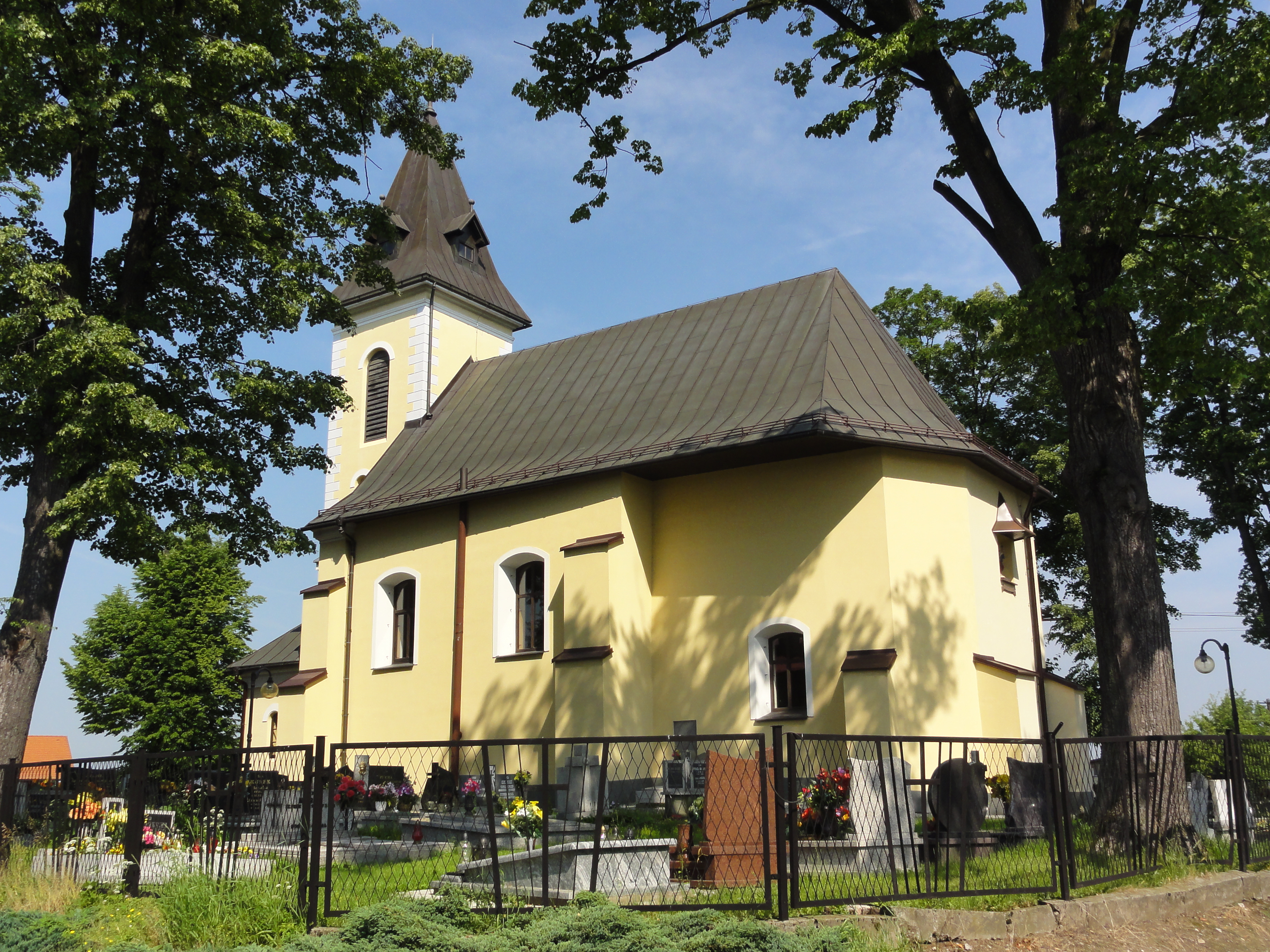
Kościół od strony płd.-wsch.
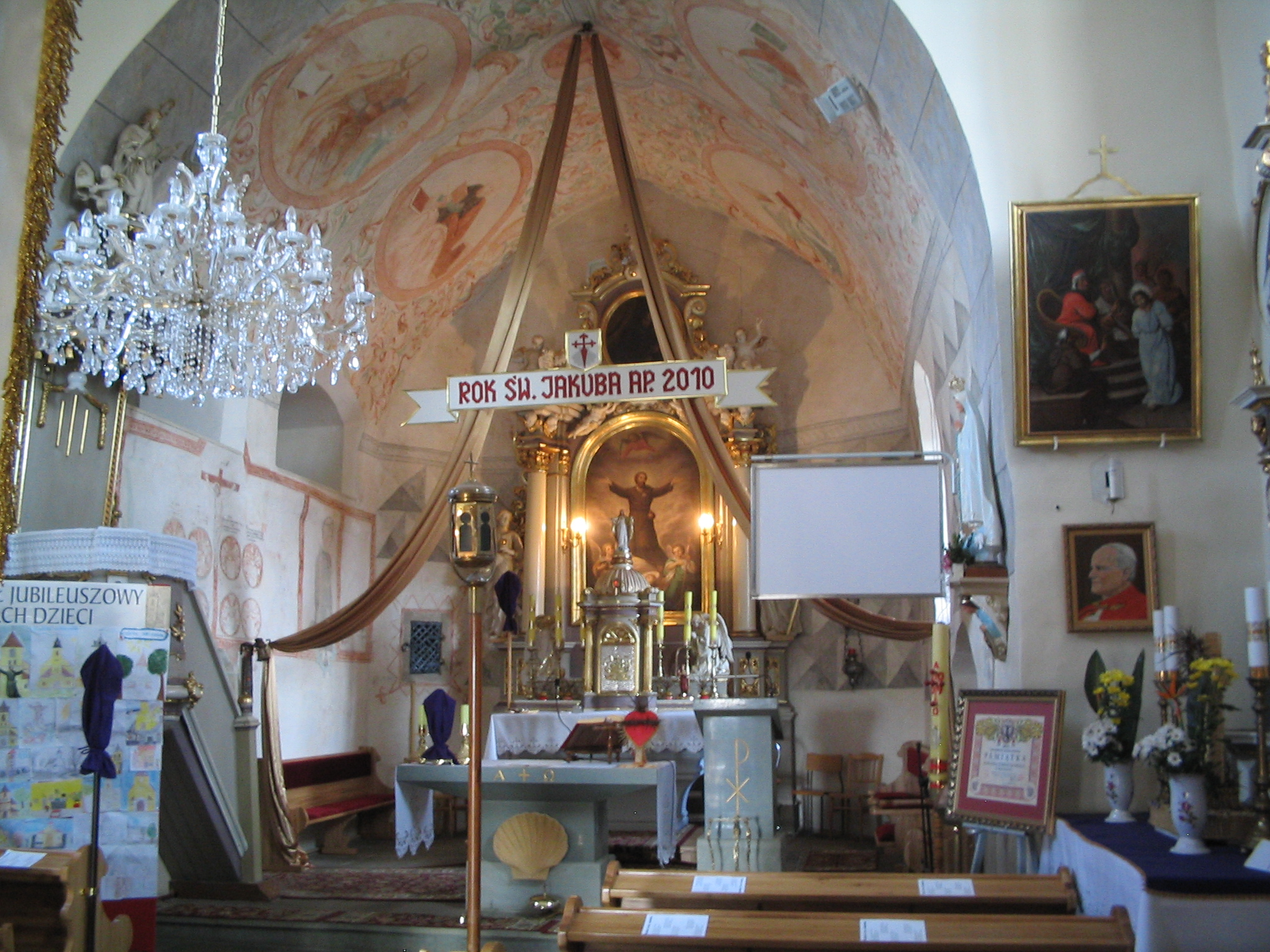
Wnętrze kościoła
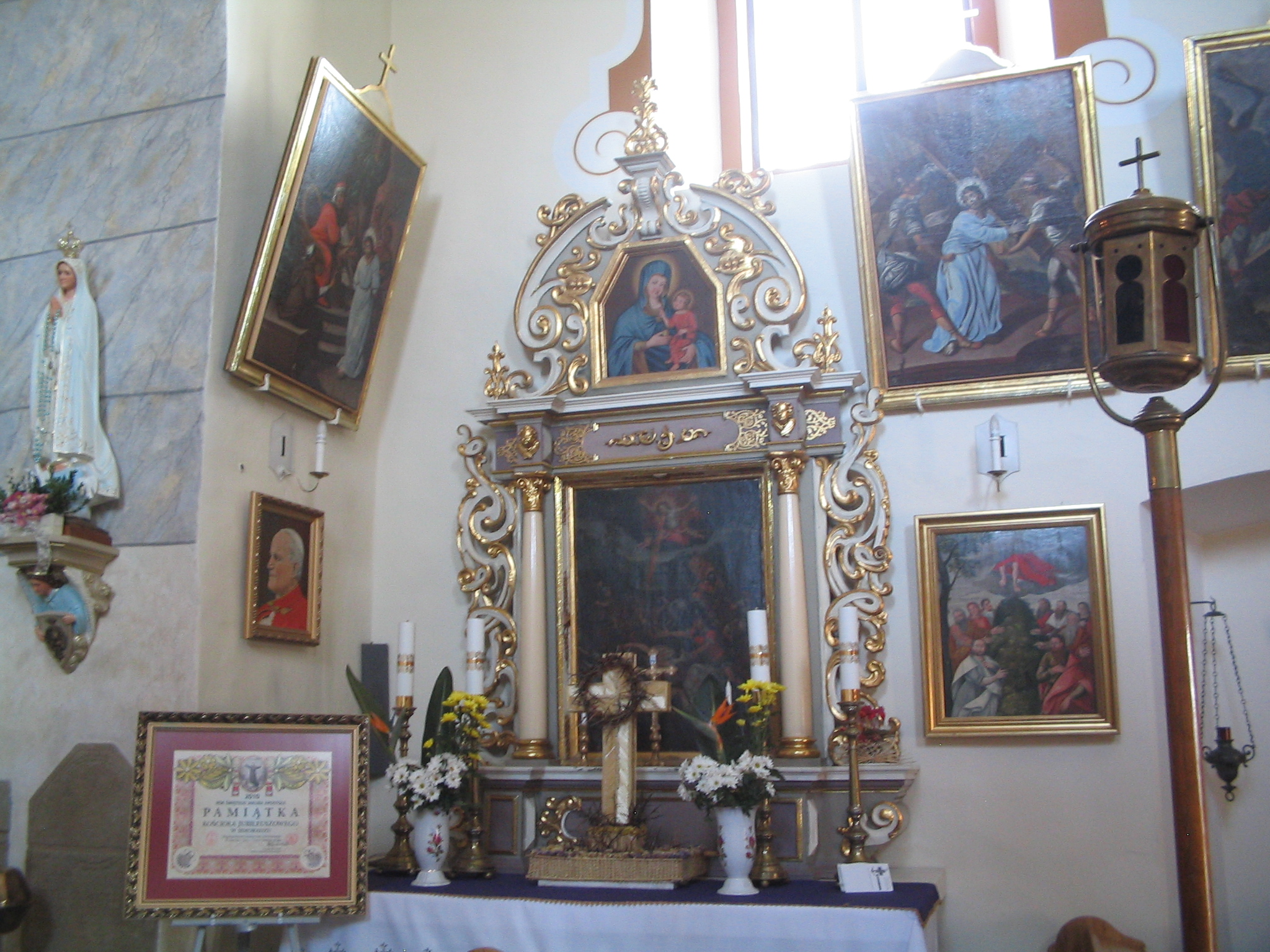
Prawy boczny ołtarz
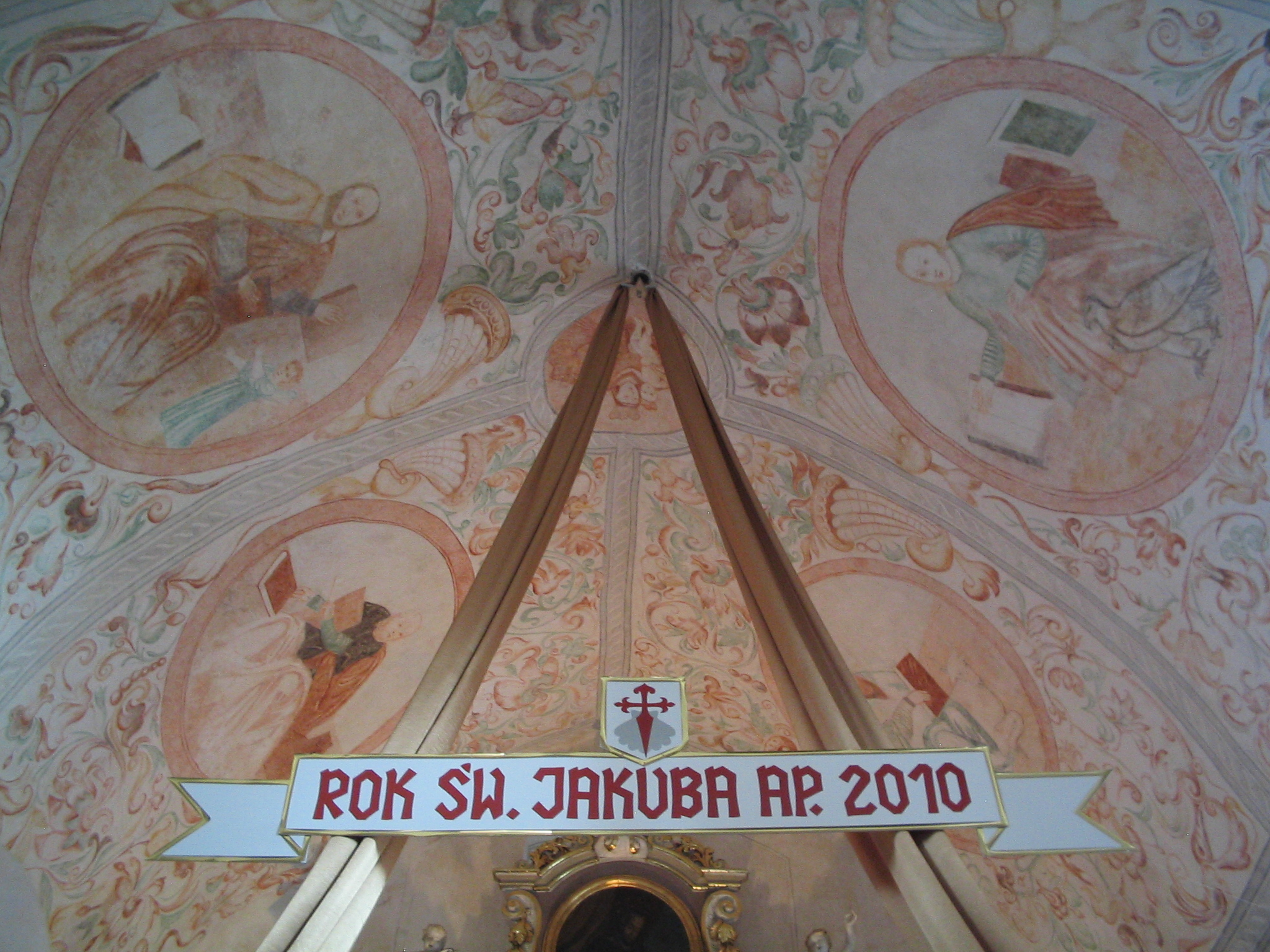
Polichromia nad prezbiterium
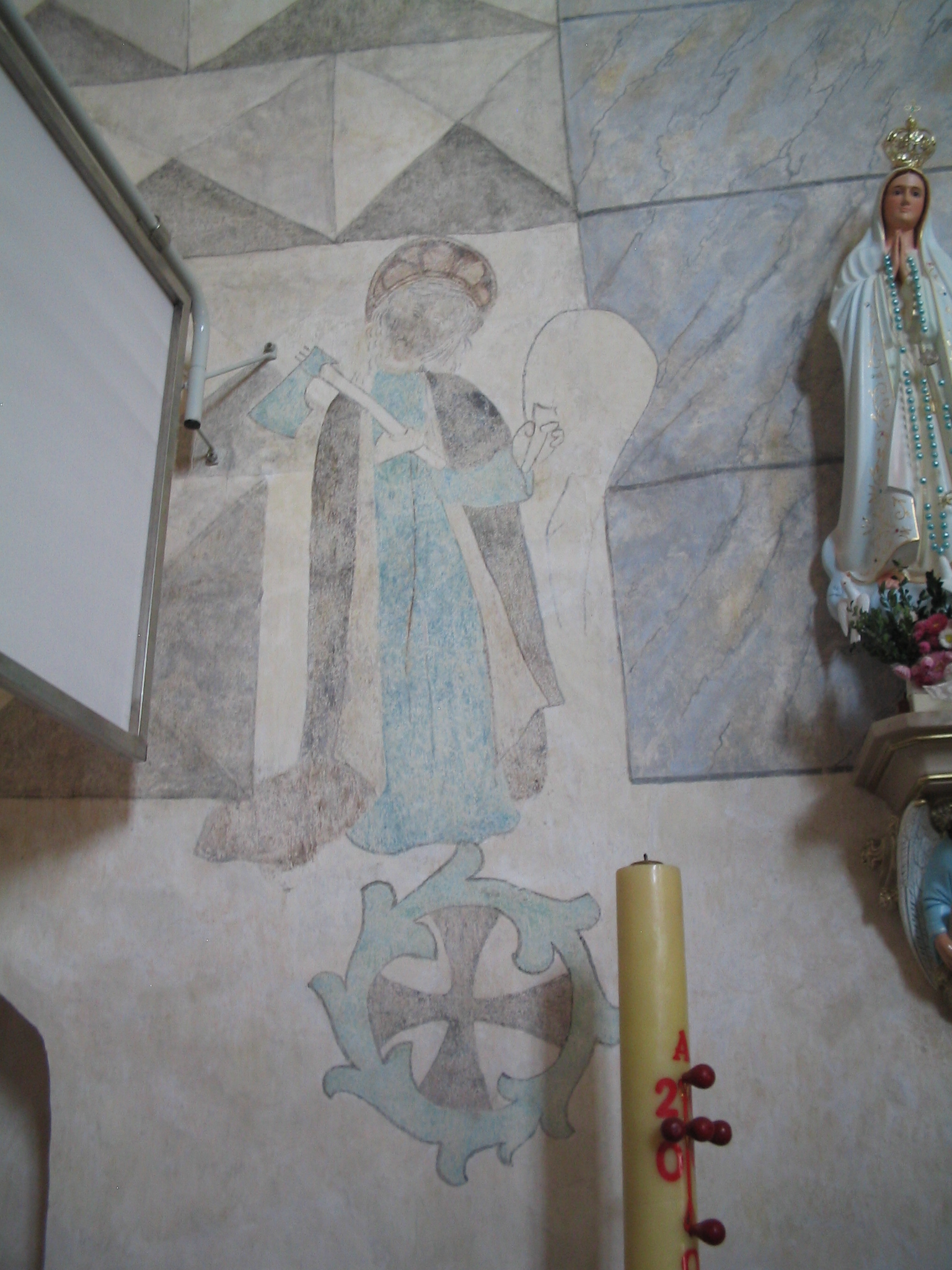
Zacheuszki i gotycka polichromia
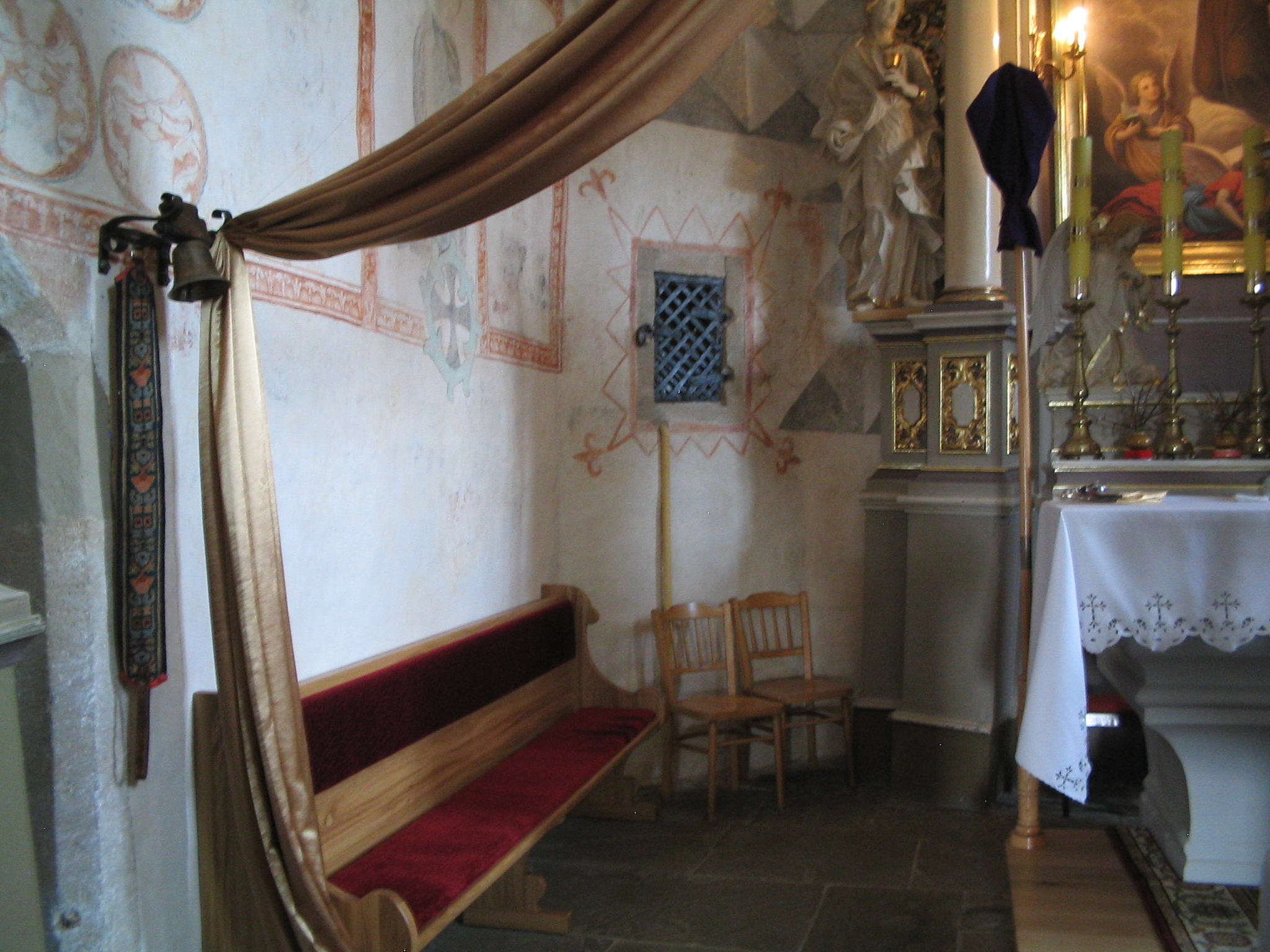
Gotyckie sanktuarium
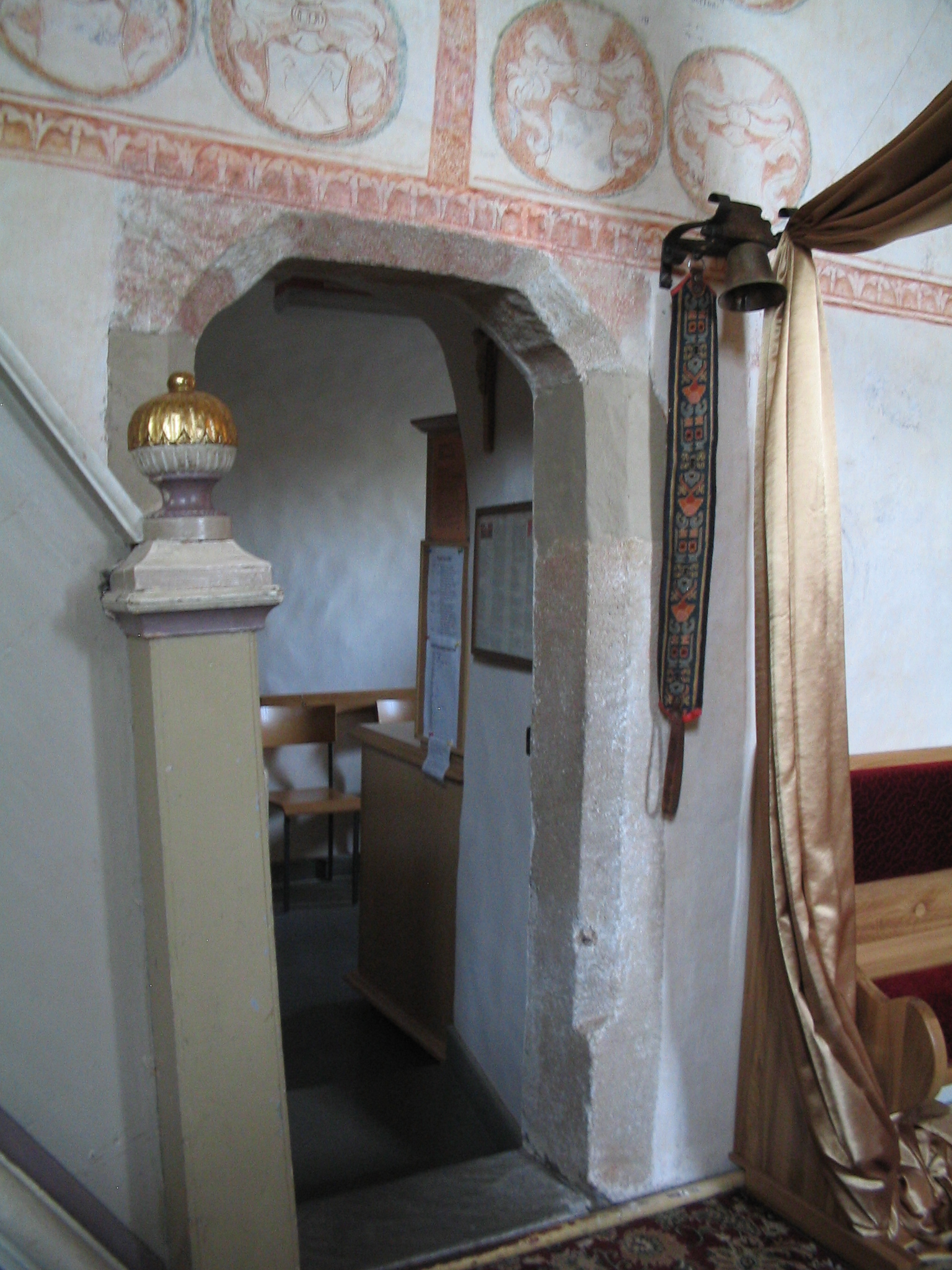
Wejście do zakrystii
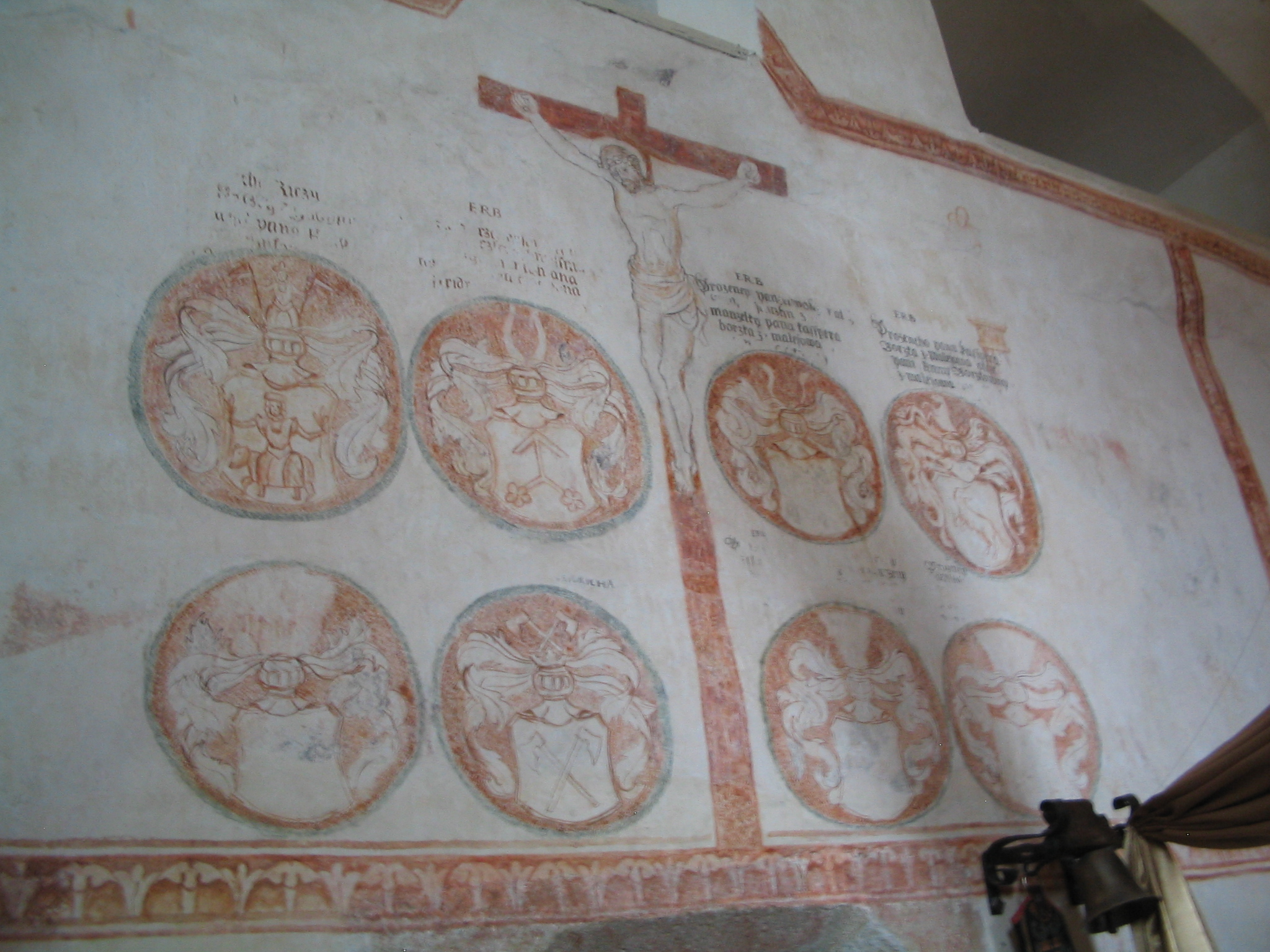
Polichromia nad wejściem do zakrystii